# Zeevrucht

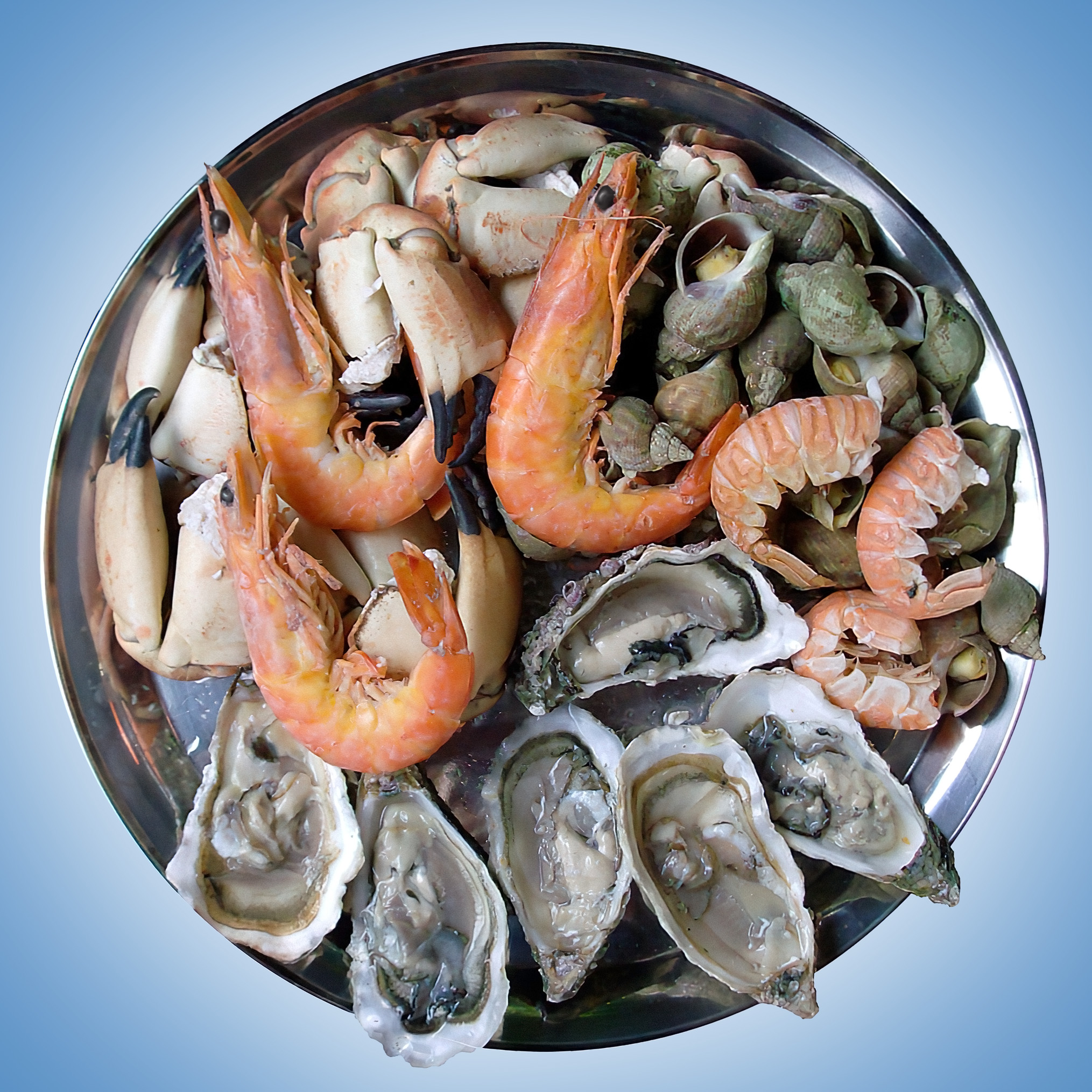
Plateau van zeevruchten: krabscharen, oesters, wulk, langoustine, garnaal

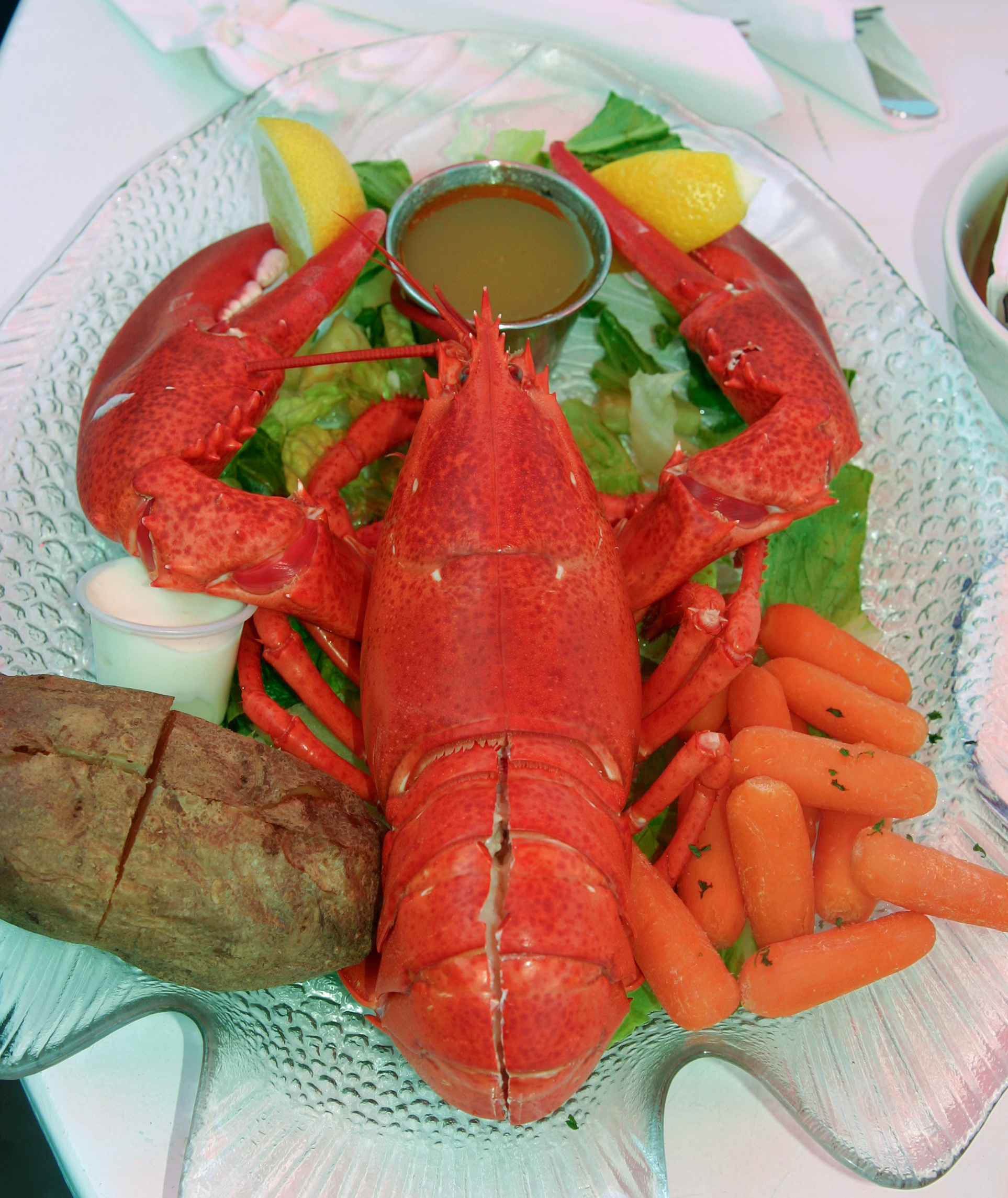
Bereide kreeft

Een zeevrucht is een zeedier. Schelpdieren, schaaldieren en weekdieren worden zo genoemd als ze geschikt zijn voor menselijke consumptie. Voorbeelden zijn garnalen, sint-jakobsschelpen en mosselen. Vis is geen zeevrucht.

## Gerechten
Bepaalde zeevruchten zoals oesters kunnen zowel rauw als verwerkt worden gegeten. Ze kunnen worden geserveerd als voorgerecht of als hoofdschotel. Zeevruchten vinden toepassing in allerlei producten,  bijvoorbeeld krabsalade en garnalensalade. Ze dienen als basis voor soepen als bouillabaisse, cacciucco en waterzooi. In de mediterrane keuken worden zeevruchten veel gebruikt, bijvoorbeeld in paella.